# Eureka (Montana)
Eureka è una città degli Stati Uniti d'America situata nel Montana, nella Contea di Lincoln.